# Centrotoclytus nigriceps
Centrotoclytus nigriceps är en skalbaggsart som beskrevs av Aurivillius 1925. Centrotoclytus nigriceps ingår i släktet Centrotoclytus och familjen långhorningar. Inga underarter finns listade.